# Graças Foster
Maria das Graças Foster (nhũ danh Silva, sinh ngày 26 tháng 8 năm 1953), thường được gọi là Graça Foster, là một giám đốc điều hành kinh doanh và kỹ sư hóa học người Brazil. Bà là Giám đốc điều hành của Petrobras-Petróleo Brasil, công ty dầu mỏ do Brazil kiểm soát, được đặt tại Rio de Janeiro. Cô là người phụ nữ đầu tiên trên thế giới đứng đầu một công ty dầu khí lớn. Vào tháng 4 năm 2012, cô đã được liệt kê trong danh sách Time 100 của những người có ảnh hưởng nhất trên thế giới. Năm 2014, cô được tạp chí Forbes công nhận là người phụ nữ quyền lực thứ 16 trên thế giới. Cô được tạp chí Fortune xếp hạng năm 2013 là Người phụ nữ quyền lực nhất trong kinh doanh (bên ngoài Hoa Kỳ) trong năm thứ hai liên tiếp.

## Lý lịch cá nhân
Maria das Graças (nhũ danh Silva) Foster sinh ngày 26 tháng 8 năm 1953 tại Caratinga, Minas Gerais ở phía đông nam Brazil. Khi cô hai tuổi, gia đình Foster đã chuyển từ Caratinga đến một favela, còn được gọi là một cộng đồng thị trấn tồi tàn, bên ngoài Rio de Janeiro. Khu vực, được gọi là Complexo do Alemão vô cùng nghèo đói và bị buộc tội. Dân số quá mức, buôn bán ma túy, điều kiện mất vệ sinh, suy dinh dưỡng, ô nhiễm và bệnh tật, cùng với tỷ lệ tử vong cao vẫn còn phổ biến trong các cộng đồng favela nghèo hơn. Các điều kiện ở Complexo do Alemão cần có sự chiếm đóng và giám sát nhất quán của lực lượng an ninh Brazil.
Foster tin rằng thành công và động lực của cô là vượt trội so với sự hỗ trợ mà cô đã nhận được từ mẹ mình, nhưng đặc trưng thời thơ ấu của cô là "hạnh phúc, vui vẻ nhưng rất khó khăn". Trong một cuộc phỏng vấn với O Globo, cô nói: "Tôi đã sống ở Complexo do Alemão trong 12 năm, sống với bạo lực gia đình từ nhỏ và phải đối mặt với những khó khăn trong cuộc sống. Tôi đã luôn làm việc để giúp đỡ mẹ và các con tôi và trả tiền cho việc học của tôi. Ý chí là tất cả đối với tôi. Tôi chưa bao giờ sợ công việc. "  Cô không bao giờ biết nếu cô có thể tiếp tục đi học. Để trả tiền mua sách học, cô thường thu gom rác có thể tái chế được đổ trên đường phố. Trong thời gian này, hàng xóm của cô là những người nhập cư từ Bồ Đào Nha, người thỉnh thoảng sẽ gọi cho Foster để được hỗ trợ. Để đổi lấy thêm tiền, cô thường giúp họ đọc và viết thư và thích nghi với văn hóa Brazil.
Bất chấp sự nổi tiếng và giàu có cấp quốc gia của mình, Foster vẫn tiếp tục sống trong một căn hộ ở khu phố Copacabana của Rio de Janeiro, với chồng cô, người Anh, Colin Foster, và hai đứa con trưởng thành của cô. Căn hộ tại nhà của Foster được bao quanh bởi các tòa nhà chung cư lớn có vẻ uy hiếp và được bao quanh bởi các khu ổ chuột trên sườn đồi. Mặc dù khả năng chi trả những thứ xa xỉ sẽ phản ánh vị thế của cô trong giới xã hội, chính trị và chuyên nghiệp của đất nước, cô chọn đi du lịch bằng taxi, thay vì sở hữu một chiếc ô tô. Cô dễ dàng được người khác nhận ra và rất nổi tiếng với các tài xế địa phương, những người luôn chào đón cô bằng một nụ cười, trong nỗ lực để có được chuyến xe của mình.